# Griechisch-iranische Beziehungen
Die Griechisch-iranische Beziehungen sind das zwischenstaatliche Verhältnis zwischen Griechenland und dem Iran (historisch auch als Persien bekannt). Die Beziehungen beider Kulturen lassen sich bis in die Antike zurückverfolgen. Das Achämenidenreich kontrollierte einen Großteil des griechischsprachigen Kleinasiens und führte mehrere große Feldzüge im antiken Griechenland, wo eine Reihe unabhängiger griechischer Stadtstaaten 492 v. Chr. und erneut 480 v. Chr. gegen die persische Armee und die mit Persien verbündeten griechischen Städte kämpften. Knapp zwei Jahrhunderte später wurde das Achämenidenreich von Alexander dem Großen erobert, der ein begeisterter Bewunderer der persischen Kultur und von Kyros dem Großen war, nach dessen Regierungssystem er sein eigenes Makedonisches Reich gestaltete. Die Rivalität des Byzantinischen Reiches mit dem Perserreich hilt bis zur Islamischen Expansion an, nachdem die Kontakte durch die Islamisierung Persiens seltener wurden. Ab dem 15. Jahrhundert bestand keine griechische Eigenständigkeit mehr und erst im 19. Jahrhundert konnten wieder diplomatische Kontakte zwischen Persien und dem Königreich Griechenland aufgenommen werden. Bis zur islamischen Revolution 1979 blieben die modernen griechisch-iranischen Kontakte freundschaftlich. Danach haben die unterschiedlichen außenpoltischen Orientierungen beider Staaten und das Iranische Atompolitik die Entwicklung der wirtschaftlichen und politischen Beziehungen behindert.

## Geschichte

### Antike (bis 4. Jahrhundert v. Chr.)

Karte der griechischen Welt während der Perserkriege im 5. Jahrhundert v. Chr.

Die Beziehungen zwischen der griechischen und der persischen Welt lassen sich bis in die Antike zurückverfolgen. Nachdem der Perserkönig Kyros II. im Jahr 547 v. Chr. das Königreich Lydien erobert hatte, unterwarf er auch die griechischen Städte an der kleinasiatischen Küste. In den folgenden Jahrzehnten standen sich Griechen und Perser sowohl als Handelspartner als auch als Kontrahenten gegenüber. Der wachsende persische Einfluss führte schließlich zum Ionischen Aufstand (499–494 v. Chr.), in dem sich die griechischen Städte in Kleinasien gegen die persische Herrschaft erhoben. Dieser Aufstand wurde von den Persern niedergeschlagen; die Stadt Milet wurde erobert und zerstört.
Als Vergeltung für griechische Unterstützung des Aufstands begann der persische Großkönig Dareios I. im Jahr 490 v. Chr. einen Feldzug gegen die griechischen Städte auf dem Festland. Dieser erste Perserkrieg endete mit der Schlacht von Marathon, in der ein zahlenmäßig unterlegenes griechisches Aufgebot (hauptsächlich Athener und Plataier) die persische Invasionsarmee überraschend besiegte. Ein Jahre später unternahm Dareios’ Nachfolger Xerxes I. einen neuen Invasionsversuch (Zweiter Perserkrieg, 480–479 v. Chr.). Trotz anfänglicher persischer Erfolge – darunter der Sieg bei den Thermopylen und die Besetzung Athens – gelang den vereinigten griechischen Streitkräften unter Führung Athens und Spartas schließlich der entscheidende Sieg. In der Seeschlacht von Salamis (480 v. Chr.) lockte die athenische Flotte die zahlenmäßig überlegene persische Armada in die engen Gewässer bei der Insel Salamis und brachte Xerxes eine vernichtende Niederlage bei. Im folgenden Jahr schlugen die Griechen auch das persische Landheer in der Schlacht bei Plataiai entscheidend. Diese griechischen Siege beendeten die persischen Expansionsbestrebungen in der Ägäis; Persien verzichtete fortan weitgehend auf weitere Angriffe auf das griechische Festland.

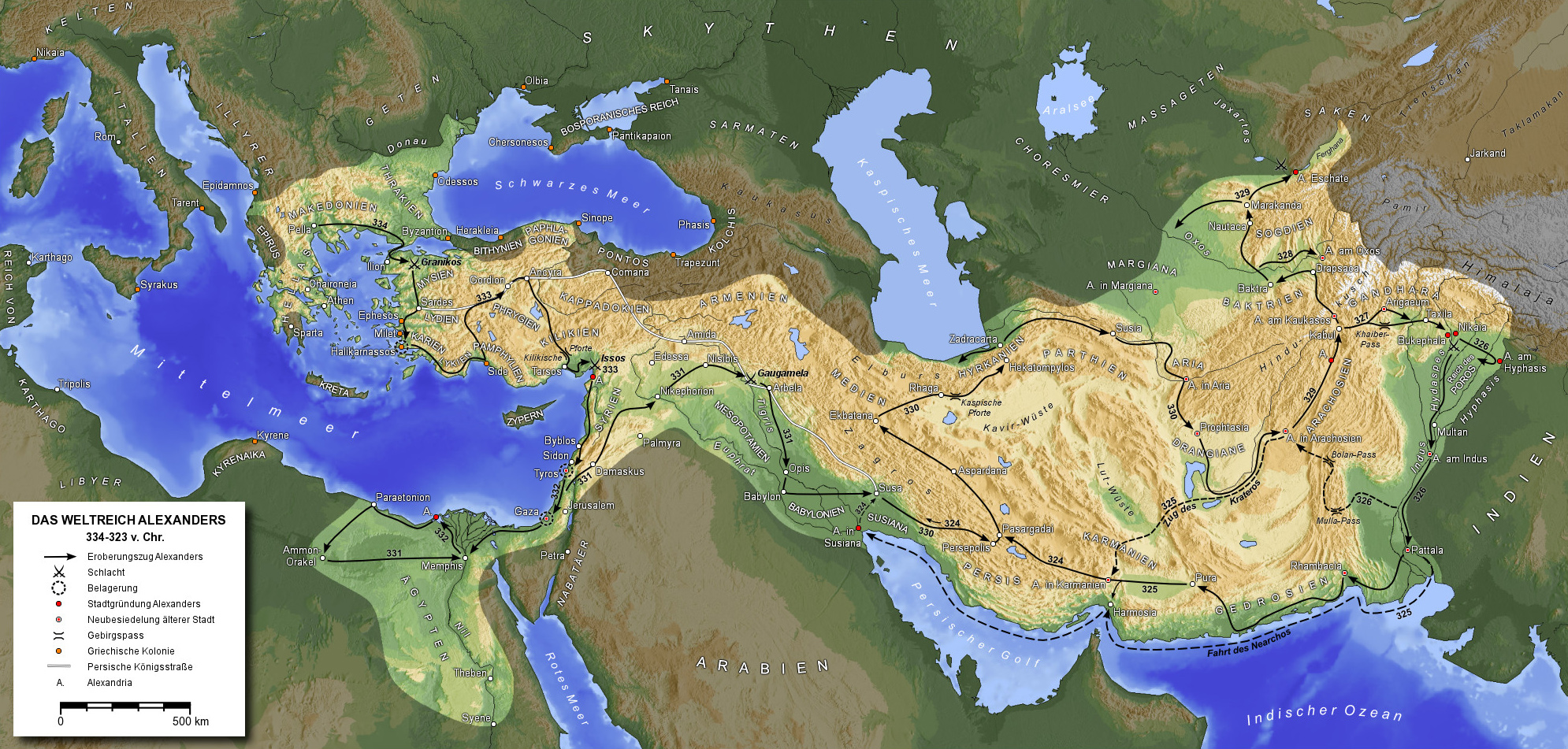
Das Reich Alexanders des Großen in seiner territorialen Ausdehnung im Jahr seines Todes 323 v. Chr.

In den Jahrzehnten nach den Perserkriegen blieb das Achämenidenreich jedoch ein einflussreicher Faktor in der griechischen Politik. Persische Satrapen in Kleinasien mischten sich wiederholt in innere griechische Konflikte ein, etwa durch finanzielle Unterstützung Spartas im Peloponnesischen Krieg gegen Athen. Im Jahr 387/386 v. Chr. diktierte Persien den griechischen Stadtstaaten den sogenannten Königsfrieden, der die kleinasiatischen Griechenstädte endgültig persischer Oberhoheit unterstellte. Erst die makedonische Expansion beendete die achämenidische Machtstellung: Unter König Alexander dem Großen, der 336 v. Chr. einen panhellenischen Rachefeldzug gegen Persien begann, eroberten die Griechen das Perserreich. Alexanders Feldzug von 334 bis 330 v. Chr. führte über die Siege am Granikos, bei Issos und Gaugamela zum Zusammenbruch des Achämenidenreiches und zur Flucht und Ermordung des letzten Großkönigs Dareios III. Alexander bewunderte die persische Kultur und Kyros den Großen und wollte eine Synthese mit der griechischen Kultur schaffen, die Griechen und Perser für immer verbinden sollte. Zu diesem Zweck arrangierte er die Hochzeiten von Susa in der Hoffnung, dass eine persische Frau die Legitimität seiner Identität als Sohn sowohl des antiken Griechenlands als auch des antiken Persiens beweisen würde.

### Spätantike (römisch-byzantinische und persische Reiche)

Der römisch-persische Grenzraum zur Zeit Chosraus II. ca. 600 nach Chr.

Nach Alexanders Tod herrschten seine Nachfolger (Diadochen) über Teile des ehemaligen Perserreiches. Im Gebiet des heutigen Iran etablierte sich zunächst das hellenistische Seleukidenreich, doch bereits im 3. Jahrhundert v. Chr. gingen weite Teile Persiens an die aufstrebende Partherdynastie (Arsakiden) verloren. In den folgenden Jahrhunderten kam es zu häufigen Kriegen zwischen den iranischen Reichen der Parther (später der Sassaniden) und der griechisch geprägten römisch-byzantinischen Welt. Die römischen Kaiser – unter ihnen viele gebürtige oder kulturell geprägte Griechen – lieferten sich mit den Parthern und Sassaniden zahlreiche Schlachten um die Vorherrschaft in Mesopotamien, Armenien und Kleinasien. Diese römisch-persischen Kriege prägten die Spätantike; beide Seiten erzielten wechselhafte Erfolge. Zu den Höhepunkten dieser Rivalität gehörten der Sieg der Parther über die Römer in der Schlacht bei Carrhae (53 v. Chr.), die Eroberung Antiochias durch den Sassanidenkönig Schapur I. im 3. Jahrhundert n. Chr. sowie der „Letzte große Krieg der Antike“ (602–628 n. Chr.) zwischen dem oströmisch-byzantinischen Kaiserreich und dem Sassanidenreich. Keiner der beiden Kontrahenten gewann eine dauerhafte Oberhand; die Kräfte beider Reiche waren am Vorabend der arabischen Expansion erschöpft.
Die spätantiken Beziehungen waren vor allem von Rivalität und Krieg geprägt, doch gab es auch Phasen friedlichen Austauschs. Beispielsweise nahmen persische und griechische Herrscher wiederholt diplomatischen Kontakt auf, und es gab Kulturaustausch etwa in Form von Übersetzungen wissenschaftlicher und philosophischer Werke. Insgesamt endete diese Epoche der griechisch-persischen Beziehungen mit der islamischen Expansion: Nachdem die Araber im 7. Jahrhundert sowohl das Sassanidenreich (Untergang 651) als auch weite Teile des oströmischen Reiches erobert hatten, gab es bis zur Entstehung des modernen griechischen Staates über zwölf Jahrhunderte lang keine offiziellen bilateralen Beziehungen zwischen einem griechischen und einem persischen Staatswesen.

### Mittelalter und frühe Neuzeit (7. bis 18. Jahrhundert)
Griechenland blieb bis ins 19. Jahrhundert Teil des Byzantinischen bzw. später des islamischen Osmanischen Reiches, während im iranischen Raum verschiedene persische Dynastien regierten (z. B. Safawiden und Kadscharen). Direkte politische Kontakte waren in dieser Zeit selten oder zufällig. Allerdings bestanden indirekte Berührungspunkte: So standen das Osmanische und das persische Safawidenreich in diplomatischem Austausch. Darüber hinaus reisten vereinzelt Griechen als Händler oder Pilger nach Persien, und umgekehrt kamen Perser in osmanisch beherrschte Gebiete, sodass kulturelle und wirtschaftliche Kontakte auf privater Ebene nie ganz abrissen. Einen offiziellen Rahmen für griechisch-iranische Beziehungen gab es jedoch bis ins 19. Jahrhundert nicht.

### Wiederaufnahme diplomatischer Beziehungen im 19. Jahrhundert

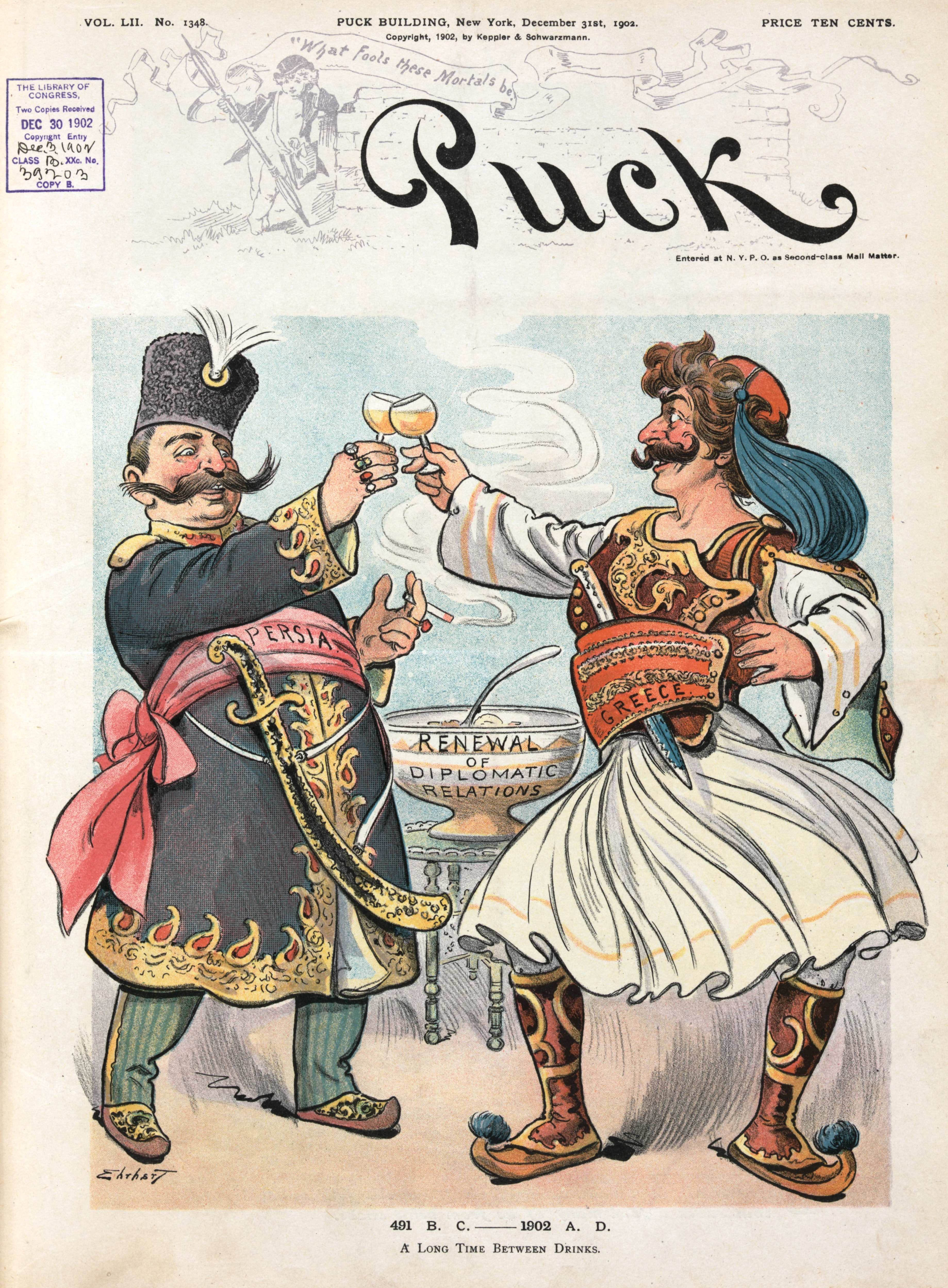
Karikatur des Magazin Puck zur Wiederaufnahme offizieller griechisch-persischer Beziehungen nach 1200 Jahren "Pause" (1902)

Erst nach der Gründung des unabhängigen Königreichs Griechenland (1830) kam es zur Wiederaufnahme formeller Kontakte mit Persien (dem Kadscharenreich). Bereits 1837 eröffnete Griechenland ein erstes Konsulat in Persien: Der Grieche Panagis Rallis wurde in Tabriz als griechischer Konsul vereidigt. Dieses Ereignis markierte die ersten diplomatischen Beziehungen zwischen Griechen und Persern seit byzantinisch-sassanidischer Zeit. Die Handelsinteressen spielten dabei eine treibende Rolle: Griechische Kaufleute – viele stammten aus dem Osmanischen Reich (Konstantinopel, Chios, Pontos) – ließen sich im 19. Jahrhundert in den nordpersischen Städten Tabriz, Rascht und Anzali nieder und betätigten sich vor allem im Seiden- und Textilhandel.
Ein bedeutender Meilenstein war der Abschluss eines Freundschafts-, Handels- und Schifffahrtsvertrags zwischen Griechenland und Persien am 16. Oktober 1861. Dieser Vertrag wurde in Konstantinopel vom griechischen Botschafter Markos Renieris und dem persischen Gesandten Mirza Hossein Khan unterzeichnet. Er gilt als erste moderne bilaterale Vereinbarung zwischen beiden Ländern und „stellte nach einer Unterbrechung von zwölf Jahrhunderten die diplomatischen Beziehungen zwischen der griechischen und der persischen Welt wieder her“. In der Folgezeit wuchs die griechische Gemeinde in Persien langsam an. Gegen Ende des 19. Jahrhunderts lebten schätzungsweise rund 800 bis 1000 Griechen in Nordiran, vor allem in der Handelsstadt Rascht, wo 1910 auch die erste griechisch-orthodoxe Kirche Persiens errichtet wurde.

### 20. Jahrhundert
Die Beziehungen zwischen Griechenland und Persien/Iran vertieften sich im 20. Jahrhundert weiter. Im Jahr 1902 vereinbarten Mozaffar ad-Din Shah von Persien und Georg I. von Griechenland die de jure Anerkennung und nahmen offizielle diplomatische Beziehungen auf. Nach dem Ersten Weltkrieg führte die Vertreibung der pontischen Griechen aus dem Osmanischen Reich dazu, dass einige dieser Flüchtlinge in den 1920er-Jahren Zuflucht in Persien suchten. Um deren rechtlichen Status zu regeln, schlossen beide Länder 1931 einen weiteren Freundschaftsvertrag, der insbesondere die Ansiedlung griechischer Flüchtlinge im Iran erleichterte. In der Ära der Pahlavi-Dynastie (1925–1979) bestanden zwischen Athen und Teheran freundschaftliche Kontakte. Beide Staaten orientierten sich außenpolitisch an den westlichen Mächten und pflegten einen Anti-Kommunismus, was zu einem grundsätzlich wohlwollenden Verhältnis führte. In den 1950er- und 1960er-Jahren wuchs die griechische Gemeinde in Iran auf rund 3.000 Personen an. Griechische Fachleute und Unternehmen beteiligten sich in dieser Zeit am wirtschaftlichen Aufbau Irans – unter anderem wirkten griechische Ingenieure am Bau der Transiranischen Eisenbahn mit, und griechische Unternehmer wie der Banker Minos Zombanakis berieten die iranische Regierung in Finanzfragen. 1951 wurde in Teheran die griechisch-orthodoxe Annunciation-Kirche eingeweiht, die zum Mittelpunkt der dortigen griechischen Gemeinde wurde.
Die Islamische Revolution von 1979 und der Sturz des Schahs führten zu einem Einschnitt in Irans Außenbeziehungen. Viele westliche Staaten brachen ihre Kontakte zum neuen Regime ab; Griechenland jedoch verhielt sich vergleichsweise zurückhaltend und hielt die diplomatischen Beziehungen aufrecht. Zwar verließen aufgrund der unsicheren Lage fast alle in Iran lebenden Griechen das Land bis 1981 doch politisch blieben die Kanäle zwischen Athen und Teheran offen. In den 1980er-Jahren bemühte sich insbesondere die griechische Regierung unter Andreas Papandreou um eine eigenständige Nahostpolitik. Griechenland pflegte – anders als einige westliche Verbündete – auch zum revolutionären Iran einen Dialog. Nach dem Ende des Iran-Irak-Krieges 1988 intensivierten beide Staaten ihre bilateralen Kontakte: In den 1990er-Jahren wurden verschiedene Abkommen in den Bereichen Energie, Bildung und Sicherheit abgeschlossen. Griechenland entwickelte sich zu einem wichtigen Bindeglied zwischen Iran und der Europäischen Union.

### 21. Jahrhundert
Zwischen 2006 und 2011 war Iran sogar der größte Öllieferant Griechenlands und deckte einen bedeutenden Anteil des griechischen Ölbedarfs. Teheran gewährte Athen dabei großzügige Konditionen, was gerade während der griechischen Finanzkrise eine willkommene Erleichterung darstellte. Als Mitglied der EU beteiligte sich Griechenland ab 2012 an den EU-Sanktionen gegen Iran, was dazu führte, dass die zuvor florierenden Ölimporte abrupt eingestellt werden mussten. Nach dem internationalen Atomabkommen (JCPOA) 2015 setzten beide Länder jedoch rasch wieder auf Annäherung. Ein Höhepunkt war der offizielle Besuch des griechischen Premierministers Alexis Tsipras in Teheran im Februar 2016 – der erste Besuch eines griechischen Regierungschefs im Iran seit Jahrzehnten. Dabei wurden mehrere bilaterale Abkommen unterzeichnet, unter anderem zu politischen Konsultationen, Visaerleichterungen und einem Fahrplan für die wirtschaftliche Zusammenarbeit. Die Aufkündigung des Atomabkommens und die Wiedereinsetzung der Sanktionen unter US-Präsident Donald Trump erschwerten jedoch die Intensivierung der wirtschaftlichen Beziehungen zwischen beiden Staaten. 
Im Januar 2020 erklärte der konservative griechische Ministerpräsident Kyriakos Mitsotakis, dass „Griechenland die Entscheidung der USA zur Tötung von Qasem Soleimani unterstützt“, was zu einer offiziellen Protestnote des Iran führte, während die griechische Opposition die Tötung Soleimanis verurteilte. Im Mai 2022 beschlagnahmten iranische Soldaten zwei griechische Tanker und nahmen die Besatzung im Persischen Golf als Geiseln. Diese Maßnahme war eine Strafaktion, nachdem griechische Behörden einen Monat zuvor iranisches Öl auf einem von Russland betriebenen Schiff beschlagnahmt hatten, das aufgrund der Sanktionen der Europäischen Union gegen Russland wegen der russischen Invasion in der Ukraine in einem griechischen Hafen vor Anker lag.

## Wirtschaftsbeziehungen
Historisch spielten Handelskontakte eine wichtige Rolle in den griechisch-iranischen Beziehungen. Bereits im 19. Jahrhundert arbeiteten griechische Kaufleute und iranische Händler eng zusammen, insbesondere im Handel mit Seide und Baumwolle entlang der Route Istanbul–Tabriz und griechische Händler und Firmen etablierten Standorte im Iran. In der zweiten Hälfte des 20. Jahrhunderts rückte der Energiesektor in den Mittelpunkt der Wirtschaftsbeziehungen. Iran entwickelte sich zu einem wichtigen Lieferanten von Erdöl für Griechenland. Dank günstiger Konditionen – iranisches Öl wurde zeitweise mit langen Zahlungsfristen und mit bis zu 35 % Preisnachlass geliefert – importierte Griechenland große Mengen iranischen Erdöls. Im Jahr 2011 stammten über 4 % aller griechischen Importe aus Iran, fast ausschließlich Rohöl, womit Iran damals zu den zehn wichtigsten Handelspartnern Griechenlands zählte. Die internationalen Sanktionen haben danach allerdings das Handelsvolumen einbrechen lassen. 

## Kulturbeziehungen
Die kulturellen Beziehungen zwischen Griechenland und Iran sind von der gemeinsamen langen Geschichte ihrer Zivilisationen geprägt. Beide Völker blicken auf antike Hochkulturen zurück, deren Kontakte und gegenseitige Wahrnehmung bereits bei Herodot und Aischylos dokumentiert sind. So verarbeitete Aischylos in seiner Tragödie Die Perser (472 v. Chr.) die Ereignisse der Perserkriege aus griechischer Sicht. Umgekehrt bezeichneten die altpersischen Inschriften die Griechen als Yauna (Ionier), und persische Denker der Antike und Spätantike nahmen Kenntnis von griechischer Philosophie und Wissenschaft. In der spätantiken Akademie von Gundischapur wirkten griechische und persische Gelehrte gemeinsam, und im frühen Mittelalter wurden in persischen Zentren viele Werke der griechischen Philosophie ins Mittelpersische oder Arabische übertragen, was den Einfluss von Aristoteles und Platon im iranischen Raum sicherte. 
Beide Länder sehen in ihrem antiken Erbe einen „gemeinsamen Schatz“ und beteiligen sich an Initiativen wie dem Forum Ancient Civilizations, das 2017 ins Leben gerufen wurde und dem neben Griechenland und Iran acht weitere alte Kulturländer angehören. 2024 vereinbarten die Kulturminister beider Staaten eine Intensivierung der Zusammenarbeit in den Bereichen Archäologie, Kulturerbe-Schutz und Museumswesen sowie die Ausrichtung von Kulturwochen in Athen und Teheran.
Die Diaspora spielt eine kleine, aber symbolische Rolle: Die griechische Gemeinde in Iran ist heute zwar sehr klein (schätzungsweise ca. 100 Personen 2017), doch existieren in Teheran weiterhin eine griechisch-orthodoxe Kirche, die an die einst größere Gemeinschaft erinnern. In Griechenland leben umgekehrt einige tausend Menschen iranischer Herkunft, die zum Teil vor der Islamischen Revolution flüchteten.